# Pena Verde
Pena Verde is een plaats (freguesia) in de Portugese gemeente Aguiar da Beira en telt 980 inwoners (2001).